# ボン攻囲戦 (1689年)
ボン攻囲戦（ドイツ語: Belagerung von Bonn）は九年戦争（大同盟戦争、プファルツ継承戦争とも）中の1689年における攻城戦である。フュルステンベルク伯ヴィルヘルム・エーゴンとヨーゼフ・クレメンス・フォン・バイエルンがケルン選帝侯領の支配権を巡って起こした争議は、戦争の原因となった。同領は、直接的な戦場となる。ヴィルヘルム・エーゴン・フォン・フュルステンベルクがフランス国王ルイ14世の支持を受けていた一方、ヨーゼフ・クレメンスを支援する広範な同盟がその戦争に参加していた。ニーダーライン地方で作戦行動を取る連合軍の司令官は、ブランデンブルク選帝侯フリードリヒ3世であった。程なく連合軍は、ケルン選帝侯領において優勢の確立に成功した。
結局、要塞都市ボンがフランス軍の駐屯地として残る。同市を巡る戦いは7月、ライン右岸にあるボイエル砦の攻略とともに始まった。7月24日以降、連合軍はライン川を跨いでボンの町を砲撃する。特に、それによって引き起こされた火災は同市をほぼ完全に破壊した。それでも守備隊は降伏しなかったので、町の左岸側に砲撃が加えられた後、長い延期を経て本格的な攻囲戦が始まった。フランス軍の部隊が降伏したのは、10月12日のことである。

## 背景
ケルン大司教マクシミリアン・ハインリヒ・フォン・バイエルンはフュルステンベルク家のフランツ・エーゴン及びヴィルヘルム・エーゴンの影響下にあった。この二人は、ルイ14世の信奉者であった。マクシミリアン・ハインリヒは1688年初頭、フランスからの賄賂を用いてケルン大司教座聖堂参事会にヴィルヘルム・エーゴン・フォン・フュルステンベルクを協働司教、即ち彼の後継者に指名させた。ローマ教皇インノケンティウス11世は、ルイ14世のさらなる権力増大に助勢することを望まなかったので、その支持を拒む。そのため、ケルン選帝侯が没すると新たな選挙が必要となったものの、教会法に照らせばフュルステンベルク伯と、ヨーゼフ・クレメンス・フォン・バイエルンのどちらにも明確には継承権を認めることができなかった。
それでもフュルステンベルク伯は、何より多くの票を得たため、自身が選出されたと見なした。そして首都のボンと、他の重要な各地を兵に占領させたのである。神聖ローマ皇帝レオポルト1世と、他の選帝侯が教皇に相談した所、教皇はフュルステンベルク伯の地位を否定し、ヨーゼフ・クレメンスを大司教に任じた。この決断にもまた政治的な動機があり、教会法に照らして問題があった。
皇帝は教皇の判断を承認する。しかしルイ14世はこれを認めず、ケルン選帝侯領に派兵した。彼はヴェストファーレン条約及びナイメーヘンの和約の保証人たる神聖ローマ帝国諸侯の権力の自由を、ケルン大司教座参事会の選挙の結果を受け入れなかったとする皇帝から守ると主張し、自身を正当化した。この神聖ローマ帝国に対する内政干渉は、大同盟戦争の一因となった。

## 攻囲戦に至る経緯

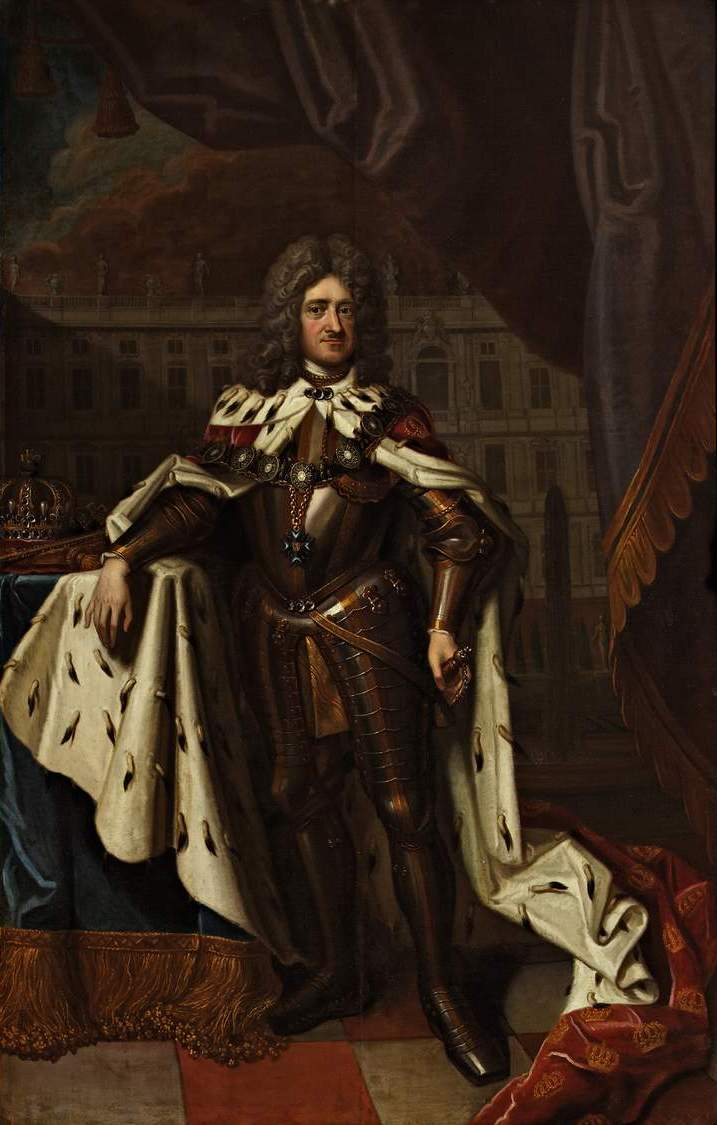
プロイセン国王フリードリヒ1世として即位した後のフリードリヒ3世。
フリードリヒ・ヴィルヘルム・ヴァイデマンの油彩画。1701年頃の作品。

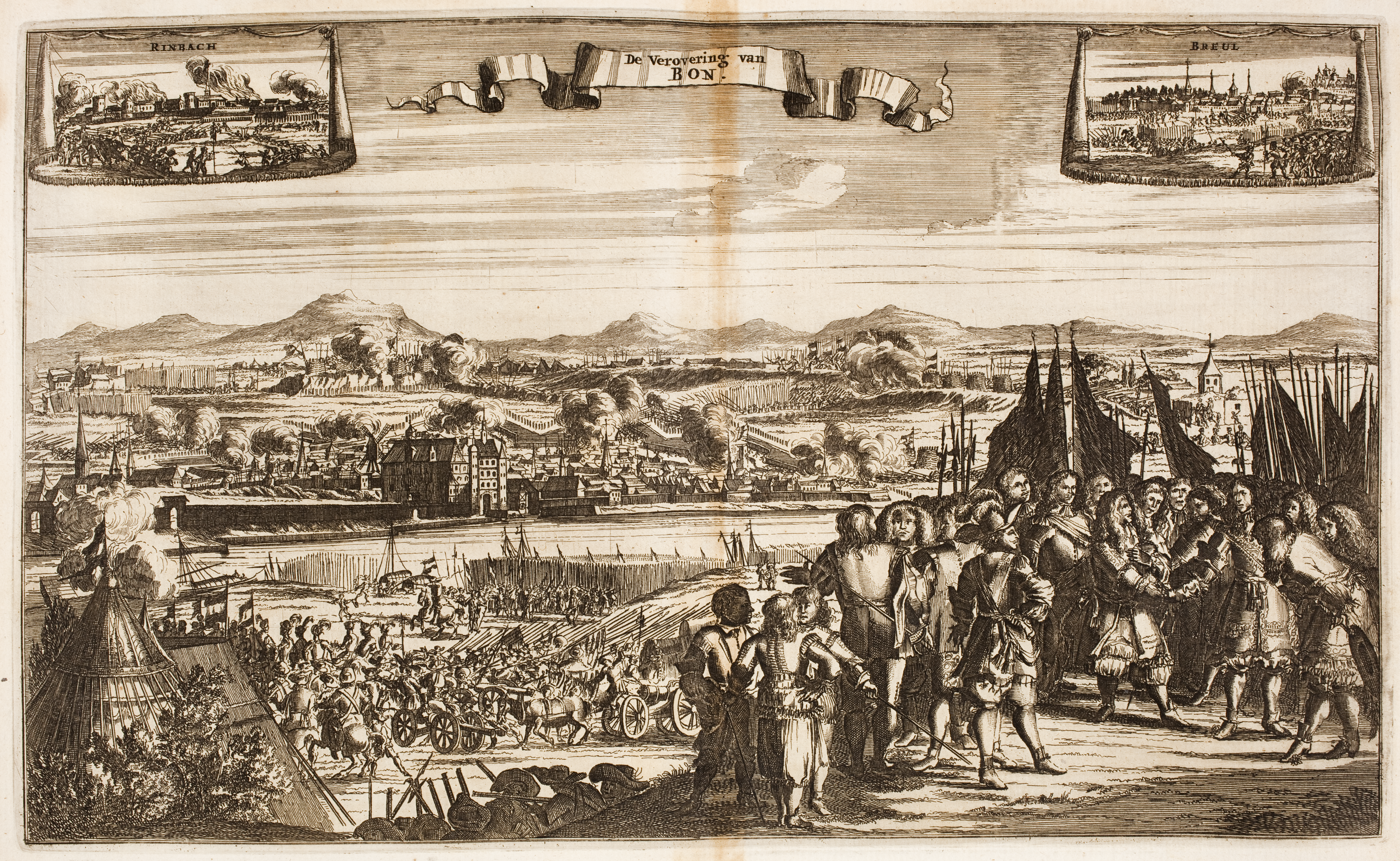
1689年の攻囲戦。

ラインラントの大部分は、間もなくフランス軍が占領するか、フュルステンベルク伯が募集した軍が掌握した。一方、帝国都市ケルン、コブレンツとエーレンブライトシュタイン要塞の占領は成功しなかった。神聖ローマ帝国による帝国戦争の宣言と、ルイ14世の軍に対抗するべくネーデルラント、イングランド、スペイン各国との同盟が締結された後、ドイツでは大規模な3個の軍団が編成された。バイエルン選帝侯マクシミリアン2世エマヌエルが率いる一つ目はフランケンとシュヴァーベンの防衛にあたり、二つ目はロレーヌ公シャルル5世の指揮下にマインツ要塞を奪還することとなった。ブランデンブルク選帝侯フリードリヒ3世率いる三つ目の軍団は、クレーフェ公領に集結した。26,000名を擁するブランデンブルク＝プロイセン軍の他にリューネブルク、ミュンスターとネーデルラントの軍が加わる。ブランデンブルク軍には、フランスから追放されたユグノーもいた。ブランデンブルク選帝侯が不在の折、ハンス・アーダム・フォン・シューニンク中将がクレーフェ一帯の軍司令官に任じられる。
目的は、フランス軍に占領された大司教座都市ケルンの奪還にあった。元来、中世に由来する市壁に囲まれた町であるボンは、ケルン戦争の戦訓によって早くも1622年以降、近代的な要塞施設と稜堡で強化されていた。ボイエル区の方にある大きなスカンスが町の東方を守っている。1673年、オランダ戦争の一環として初めてボンが攻囲された折、塁壁はすでに一度、激しい砲撃を受けていた。そのため1688年の初めから改めて要塞の補強がはじまり、その作業は直後の攻囲戦まで続けられた。
1688年9月10日、フランス軍の歩兵14個大隊、騎兵6個連隊並びに竜騎兵3個連隊がボンを確保するべく、町へ入城した。総勢7,000名が宿営し、守備隊を増強したのである。工事に適した物は何であれ没収され、市内の教会の回廊は厩舎に転用された。
1688年10月、恐らく1672年から1673年にかけて建設されたボイエル区のスカンスを撤去し、広範な橋頭堡に建て替える工事が始まった 。1688年12月には限定的に防衛の準備が整ったが、砦の完成には1689年の5月までかかっている。
ボンの市内でも同様に、10月から北側の三つの稜堡がヴォ―バンの様式に従って完全に新しく建設された。このため、町から逃亡した市民の家屋が木材の不足によって憚ることなく解体され、その梁を再利用されている。こうしてボンには1689年4月までに合計10か所の大きな稜堡が補強・新築されたものの、作業は敵軍が初めて進撃してきた時には全く終わっていなかった。北側の堀は深さが足らず、壁も高さが不足しており、至る所で市壁の盛土がまだ行われていたのである。
1689年4月21日、ボンに配備されたフランス軍の部隊はボン周辺の全ての城館や家屋を破却し、巨大な斜堤を造り始めた。爆破隊がクロイツベルクの教会、グーデナウやアーデンドルフの城館を取り壊す。アンダーナッハとアールヴァイラーは破壊された。5月にはズィークブルク、モンドルフとガイスティンゲンが焼き払われる。オーバーカッセル、ニーダードレンドルフとケーニヒスヴィンターは破却された。レンドルフ、ホンネフも取り壊される。一方、連合軍はボンの周辺地域を荒廃させつつ進み、各村で略奪、破壊行為や放火を働き、農民から全ての家畜を徴発し、彼らを飢餓の危険に晒した。

## ボイエル砦の攻略
ブランデンブルク軍は1689年3月、ヴェーゼルでライン川を渡った。他の軍はライン川右岸に残り、カイザーヴェルトを包囲することとされた。主力軍はイゥアディンゲン、メーア修道院とノイスの戦いでフランス軍を押し戻すことができた。ケルペン、ヒュルヒラートとデューレンは解放された。1689年4月14日にはブランデンブルク軍のフォン・ハイデン大佐が、まだ完成していないボイエル砦を奇襲して奪うべく、歩兵1,000名と胸甲騎兵200名を率いてケルン軍の駐屯地へ向かった。その砦を爆破し、使用不能にするつもりだったのである。攻撃は4月15日から16日にかけての夜に敢行されたが、フランス側の小規模な部隊は「ティオンジュ」連隊の擲弾兵を載せた大型船2隻がボイエルに接岸し、戦闘に介入するまで持ちこたえることに成功した。夜明けにボンからさらなる分遣隊がリアクション・フェリーで運ばれて来ると、戦いはフランス側の勝利に終わる。フォン・ハイデン大佐を含む多数のブランデンブルク兵は、この戦闘で命を落とした。
それでもライン川右岸のフランス軍部隊は無勢であり、撃退された。同軍が占領していたラインスベルク要塞は5月16日に降伏し、同じく占領されていたカイザーヴェルトも長い抗戦の末、6月27日に降る。
6月29日、ハンス・アルブレヒト・フォン・バーフース中将がボイエル砦を最終的に占領し、そこからボンに砲撃を加えるべくブランデンブルク、ミュンスター及びネーデルラントの3個連隊を率いてカイザーヴェルトを発った。そしてモンドルフでズィーク川を渡り、ボイエル砦の前面に三つの砲台を築くと7月9日から砲撃を開始した。7月10日の夜にはフランス軍から「イタリア風の家」と呼ばれる哨所を奪うと、11日にはミュンスターの砲兵大佐、ランベルト・コルファイが弾薬庫に臼砲の砲弾を直撃させることに成功した。その爆発が巻き起こしたフランス側の混乱に乗じ、連合軍は砦に突撃をかけて占領する。

## ボンの破壊
次の行動については意見が一致せず、主力はツォンスまで進んでいた。そして各砦の攻略後、ボンをライン川右岸から砲撃することが決まる。運ばれてきた大砲を守るため、ボイエル砦の近くに壁が築かれた。7月、同盟軍主力はツォンスを発ち、ケルン近郊で停止する。特に騎兵の働きで、ボンは孤立した。

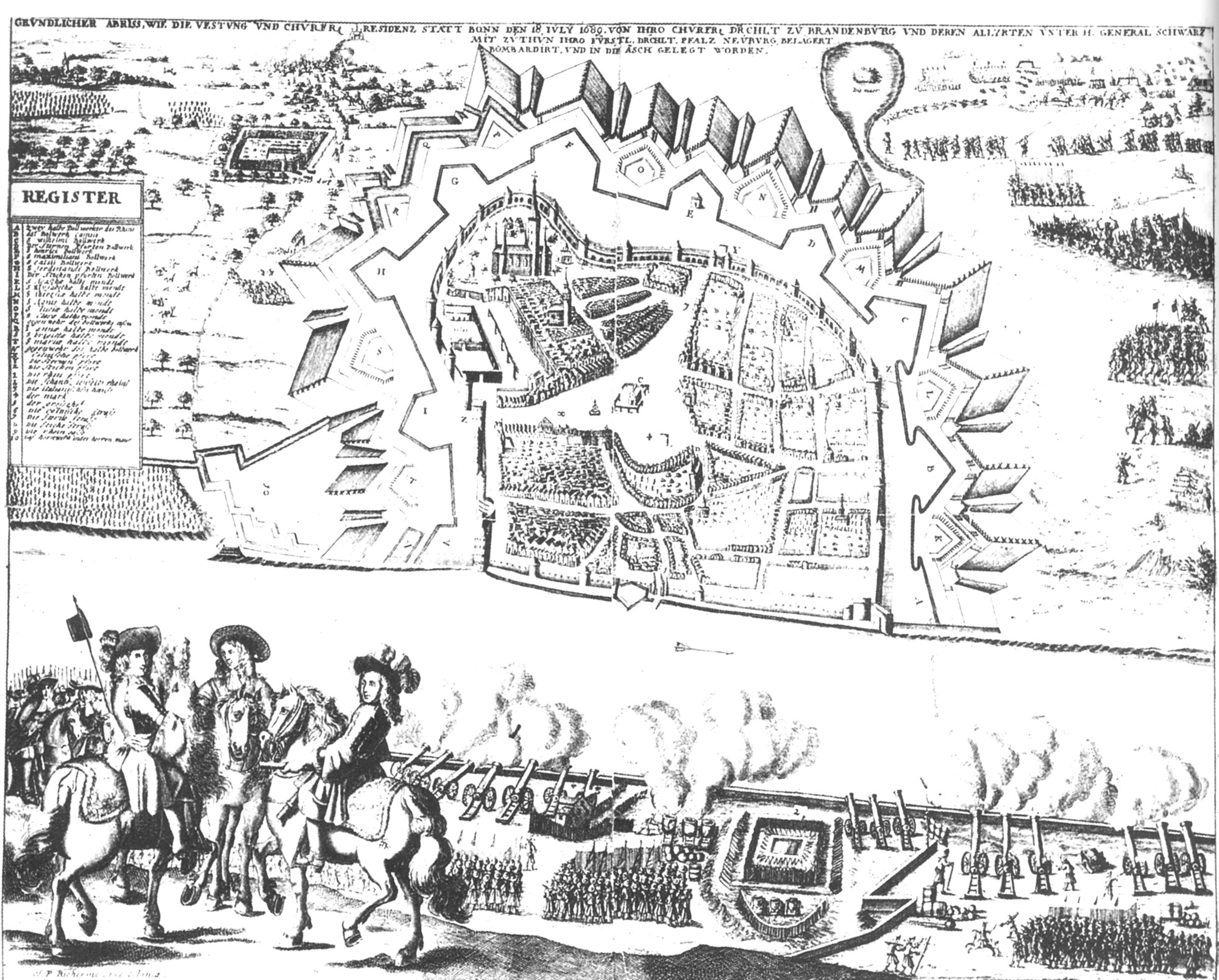
ボンに対するライン川右岸からの砲撃。

アスフェルト男爵アレクスィ・ビダル率いるフランス軍は、攻囲戦に備えていた。およそ4,000名の守備隊は、フランス軍の中でも最精鋭に属していた。その他、多くの敗残兵が合流している。しかし新しく来た者のほとんどは騎兵であり、多数の馬への給養はただでさえ限られた備蓄をさらに圧迫する。守備隊は防衛施設をさらに補強した。弾薬と食料の備蓄はできる限り、ある程度安全な各所へ運ばれる。
町の包囲を狭めるため、本営はローデンキルヒェンの一帯に移された。その間に重砲140門と臼砲30門がボイエル砦の付近に配置される。7月24日、選帝侯フリードリヒ3世は砲撃の開始を命じた。その効果は甚大であった。町の各所で火災が発生し、急速に広がる。多数の住居、選帝侯の宮殿、数々の修道院と教会が最初の24時間で破壊された。ほとんど無事だったのは、ボン大聖堂のみである。初弾は野戦病院に命中し、多数の負傷者を殺傷した。
それに続く夜、砲撃は消火活動を妨げるべく何より延焼中の一帯に加えられた。ライン川に面する市壁は程なく完全に破壊される。フランス軍部隊は砲撃を避けるため、ボンの市内から外堡への撤退を余儀なくされた。数多くの市民も、市外へ逃れる。市域への砲撃は選帝侯の命令で中止され、その代わりに外堡が標的となった。ブランデンブルクの騎兵隊はフランス軍の徴発部隊による、近郊の各村における食糧徴収を阻止することができなかった。市内の司令官は降伏の意志を見せなかったものの、7月29日にはブランデンブルク選帝侯の命令で砲撃が停止された。8月6日、砲撃が再開されると大聖堂の尖塔に砲弾が命中し、火災が発生した。この時、それまでの鐘が失われている。

## 攻囲戦
船と、迅速に架けた橋を用いてライン川沿いの破壊された市壁に突撃をかけるという選帝侯の提案は、諸将に反対された。寄せ手には本格的な攻囲を始めるか、町に砲撃を加えて守備隊の飢餓を待つという選択肢があった。選帝侯は、最古参の諸将に専門的な意見を求める。それらの答申は、一致しなかった。選帝侯自身も、状況の偵察に赴いて危険な目に遭う。
それから選帝侯は、本格的な攻囲を決意した。市内ではフランス軍の規律が緩み、脱走や略奪が発生していた。大聖堂でも不注意から、火災が発生した。また、守備隊では様々な病気が蔓延していた。町の前面ではブランデンブルク軍の前哨部隊と守備隊との間に、激しくも決着のつかなかった戦闘が発生している。

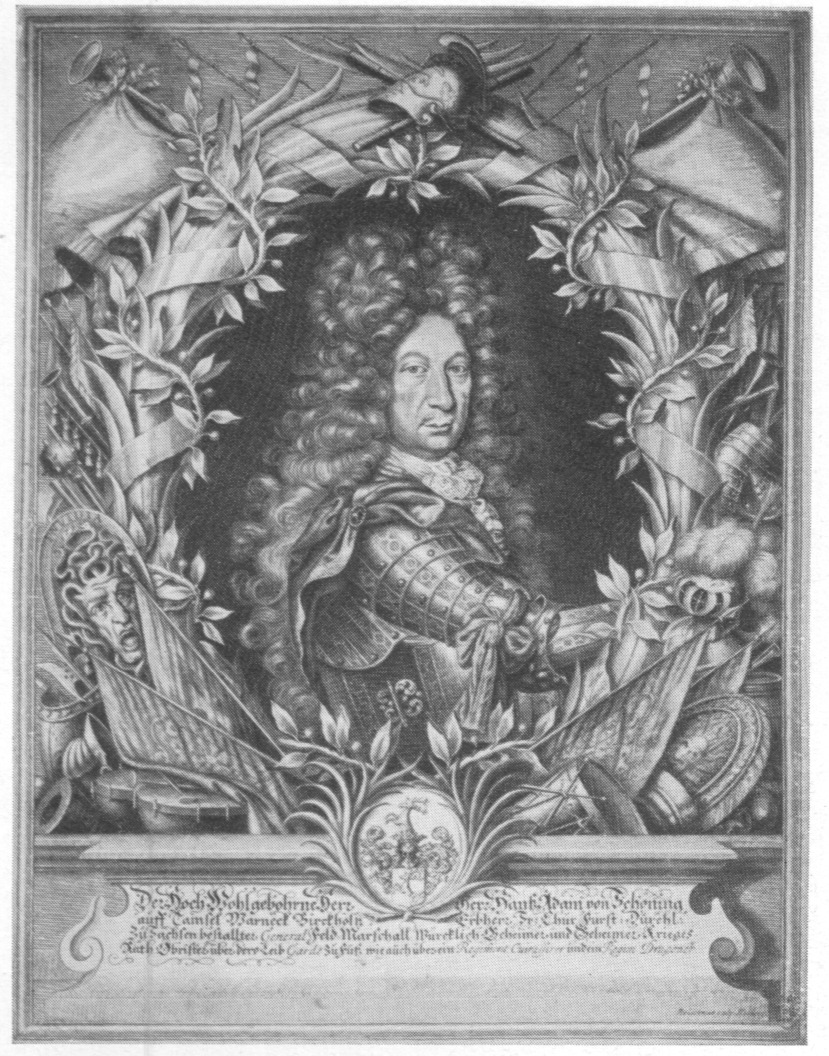
ハンス・アーダム・フォン・シューニンク中将。
作者不詳の銅版画。1690年頃の作品。

8月16日には、軍団がボン周辺の陣地に移動して本格的な攻囲戦が始まった。その陣営の防備は強固に固められた。総勢36,000名をボンの近郊に結集させる手筈となっていたのである。その他、農民6,000名が土工作業に徴発された。攻囲戦はシューニンク中将が指揮を執ることになった。悪天候やその他の要因により、作業と塹壕の掘削は遅延する。また、モーゼル川に進出したフランス軍に対処して部隊を分派したことも攻囲戦の遅れに繋がった。
その代わり、8月29日から要塞施設への砲撃が始まった。この砲撃によって、守備隊は外部からの補給を絶たれる。打って出ようとする試みも失敗した。しかし塹壕がいまだに開通していなかったので、攻囲戦よりは封鎖というべき状況が続くことになった。
この戦況は、シューニンク及びバーフース両中将の間に激しい不和が生じると、さらに悪化した。両名は剣を抜き、決闘に及ぼうとした時、選帝侯の命令で逮捕される。指揮権はアレクサンダー・フォン・シュペーン大将が引き継いだ。それから連合軍がマインツを陥落させると増援の見込みがつき、町の引き渡しを巡って守備隊と交渉が始まったが、それは不首尾に終わる。しかし市内の困窮は深刻で、病人の数は増え続けた。
9月16日以降、町に向かって塹壕の掘削が始まった。そして9月20日の夜には、ブランデンブルク軍とミュンスター軍の塹壕が繋がる。ロレーヌ公や、他の指揮官は寄せ手を増強した。9月27日の前夜、ロレーヌ公指揮下の神聖ローマ帝国軍は自らの担当区域で塹壕線の接近を開始した。脱走兵の報告によれば、市内で戦闘可能な兵士は2,500名を残すのみとなっていた。
守備隊の要塞施設には激しい砲撃が加えられ、様々な場所で突撃の準備が行われた。攻撃は10月10日に始まる。この時、寄せ手は一連の要塞施設を占領することができた。状況は絶望的だったので、フランス軍は10月12日に降伏する。守備隊には、武器と軍旗を伴う名誉ある撤退が認められた。その司令官、アスフェルト男爵アレクスィ・ビダルは程なく負傷で命を落とした。

## 影響
ボンにおけるフランス軍の敗北により、連合軍はニーダーライン地方の戦局を掌握し、ヨーゼフ・クレメンス・フォン・バイエルンは選帝侯の地位を認められた。ボンの再建には、就任したヨーゼフ・クレメンスの資金援助にも拘らず幾年もの年月がかかることになる。他方、要塞施設群は比較的迅速に修復された。
その後、ある程度修復されたばかりの町は1703年、スペイン継承戦争に際してフランス側に与したヨーゼフ・クレメンスの下、再び連合軍に攻囲されることとなる。

## 文献
- Gebhard Aders, Bonn als Festung. Ein Beitrag zur Topographie der Stadt und zur Geschichte ihrer Belagerung, Veröffentlichungen des Stadtarchivs Bonn, Band 12, Bonn 1973.
- Edith Ennen, Die drei Belagerungen, in: Edith Ennen/Dietrich Höroldt, Vom Römerkastell zur Bundeshauptstadt. Kleine Geschichte der Stadt Bonn, 4. Auflage, Bonn 1985, p. 132 ff.
- Dietrich Höroldt (Hg.), Bonn als kurkölnische Haupt- und Residenzstadt, Geschichte der Stadt Bonn, Band 3, Bonn 1989.
- Josef Niesen, Bonn im Krieg, in: Josef Niesen, Bonner Personenlexikon, 2. Auflage, Bonn 2008, p. 422 ff.
- Nordrhein-Westfälisches Hauptstaatsarchiv u. a. (Hg.), Kurköln. Land unter dem Krummstab. Essays und Dokumente, Kevelaer 1985.
- E. von Schaumburg: Die Belagerung von Bonn durch Kurfürst Friedrich III. von Brandenburg vom Juli bis Oktober 1689. In: Bonn Beiträge zu seiner Geschichte und seinen Denkmälern. Bonn 1869.
- William Young: International Politics and Warfare in The Age of Louis XIV. and Peter the Great. Lincoln, 2004, 223f.